# Синальбин
Синальбин — гликозид, находящийся в семенах белой горчицы (лат. Sinapis alba) и других дикорастущих видах. В отличие от чёрной горчицы (Brassica nigra), семена которой содержат синигрин, продукт из семян белой горчицы имеет слабо острый вкус.
Синальбин при расщеплении мирозиназой переходит в 4-гидроксибензилизотиоцианат. Менее острый вкус обусловлен нестойкостью этого соединения, гидролизующегося с образованием 4-гидроксибензилового спирта и тиоцианат-иона, которые не дают ощущения остроты. Время полупревращения изотиоцианата зависит от кислотности среды: наибольшее время — 321 мин при pH 3, наименьшее — 6 мин при pH 6,5. Глюкобрассицин является структурно связанным глюкозинолатом, который также дает неострый изотиоцианат в результате реакции с водой.